# Cináed mac Írgalaig
Cináed mac Írgalaig (m. 728) o Cináed Cáech, "el tuerto", fue un Rey irlandés de Brega que fue Rey Supremo de Irlanda.

## Contexto
Cináed era hijo de Írgalach mac Conaing (m. 702), anterior Rey de Brega. Pertenecía a los Uí Chonaing de Cnogba (Knowth) de los Síl nÁedo Sláine (Uí Néill del sur).

La tradición cuenta que Cináed nació medio ciego de su madre Muirenn (m. 748), después de que San Adomnán maldijera a los descendientes de su padre Írgalach por el asesinato de Niall mac Cernaig Sotal (m. 701) de la familia rival de Uí Chernaig. Muirenn estaba embarazada y pidió al santo clemencia. Los Anales Fragmentarios transcriben las siguientes palabras del santo:
"El niño en vuestra barriga será en verdad rey, pero uno de sus ojos está ahora roto a raíz de la maldición de su padre."

## Carrera
Cináed gobernó Brega de 724-728 y en el norte de Brega desde 718. Su ascensión a l dominio del norte de Brega podría datar de 718 cuando sucedió a Amalgaid mac Congalaig (m. 718). Aun así, Suibne mac Congalaig de Uí Chonaing aparece entre los muertos en la Batalla de Allen donde los Uí Néill fueron derrotados por los hombres de Leinster en 722. Conquistó el trono de Brega y el trono Supremo de Irlanda tras derrotar y matar a Fogartach mac Néill de Uí Chernaig en la Batalla de Cenn Deilgden (posiblemente Kildalkey, Meath).
Los Anales de Tigernach registran acontecimientos de su reinado donde afirma su dominio sobre otras áreas de Irlanda. Estos no aparecen en los Anales de Úlster. En 725 se informa de su captura de Ulaid, y en 726,  derrota a Leinster en la Batalla de Maíne y recibió de ellos lo que quiso. Los restos de San Adomnán fueron traídos a Irlanda y su ley fue promulgada de nuevo en 727.

## Muerte
En 728, fue derrotado y muerto en la batalla de Druim Corcainn (o Druim Ciarain, el sitio no está identificado) por Flaithbertach mac Loingsig de Cenél Conaill, que se proclamó Rey Supremo. Feradach mac Máele Dúin de Cenél Lóegaire también murió en esa batalla.
El historiador T.M. Charles-Edwards enlaza la conquista definitiva de Ciannachta Breg entre el Boyne y el Delvin por los Uí Chonaing y entre el Delvin y el Liffey por los Uí Chernaig a su reinado. Con la excepción de Congalach Cnogba en el siglo X,  sería el último rey supremo de Síl nÁedo Sláine. Su hijo Domnall mac Cináeda (m. 749) fue asesinado en la Batalla de Ard Ciannachta.